# Aira (gènere)
Aira és un gènere de plantes de la família de les poàcies, ordre de les poals, subclasse de les commelínides, classe de les liliòpsides, divisió dels magnoliofitins. És oriünd de l'Europa meridional i occidental, l'Àsia central i sud-occidental i Àfrica.
El gènere havia inclòs anteriorment espècies reclassificades dins dels gèneres Agrostis, Antinoria, Arundinella, Arundo, Catabrosa, Colpodium, Corynephorus, Cyrtococcum, Deschampsia, Ehrharta, Eragrostis, Eremopoa, Eriachne, Eustachys, Hierochloe, Koeleria, Molinia, Pentameris, Peyritschia, Poa, Puccinellia, Rostraria, Scolochloa, Sesleria, Sphenopholis, Sporobolus, Tricholaena, Trisetum etc. Avui dia es considera que inclou les següents espècies
- Aira caryophyllea L., distribuïda per Europa, nord d'Àfrica, Àfrica alpina, Madagascar, Maurici, Caucas i Tibet
- Aira cupaniana Guss., distribuïda per la regió mediterrània i les Canàries
- Aira elegantissima, Europa central, mediterrani, Iran i el Caucas
- Aira × hybrida, Suïssa
- Aira praecox, Europa, Canàries i Turquia
- Aira provincialis, França continental i Còrsega
- Aira scoparia, Macedònia
- Aira tenorei, mediterrani
- Aira uniaristata, Portugal, Espanya, Líbia, Marroc